# تام هندرسون (بازیکن بسکتبال)
تام هندرسون (انگلیسی: Tom Henderson؛ زادهٔ ۲۶ ژانویهٔ ۱۹۵۲) بازیکن بسکتبال اهل ایالات متحده آمریکا است.
از باشگاه‌هایی که در آن بازی کرده‌است می‌توان به آتلانتا هاوکس، واشینگتن ویزاردز، و هیوستون راکتس اشاره کرد.
وی در مسابقات کشوری و بین‌المللی در مجموع برندهٔ ۱ مدال نقره شده‌است.